# Черемхов (Ивано-Франковская область)
Черемхо́в (укр. Черемхів) — село в Коршевской сельской общине Коломыйского района Ивано-Франковской области Украины.
Население по переписи 2001 года составляло 1568 человек. Занимает площадь 18,38 км². Почтовый индекс — 78236.

## Известные уроженцы
- Глебовицкий, Николай Павлович (1876—1918) — галицко-русский писатель и политический деятель. Писал на русском языке.